# Фетучіне
Феттучіне ( італійською: [fettutˈtʃiːne] ; дослівно «маленькі стрічки») — вид пасти, популярний у римській та тосканській кухні. Він походить від надзвичайно тонких capelli d'angelo епохи Відродження, але являє собою плоскі, товсті макарони, традиційно виготовлені з яєць і борошна (зазвичай одне яйце на кожні 100гр. борошна). Ширина приблизно 6.4мм, він ширший і товщий, але схожий на тальятелле, типову для Болоньї, які більш поширені в інших місцях Італії і часто використовуються як синонім. Шпинатний фетучіні готують зі шпинату, борошна та яєць.
Терміни fettucce та fettuccelle часто використовуються як синоніми для цієї пасти, але перший термін точніше використовується для більш широких (близько 13мм ) і останній для вужчих (близько 3.2мм) форм тих самих макаронних виробів.
Феттучіне часто традиційно їдять із sugo d'umido (рагу з яловичини) або ragù di pollo (рагу з курки). Страви, приготовані з феттучіне, включають феттучіне Альфредо, що народився в Римі як домашня страва з макаронних виробів з емульсією з вершкового масла і тертого сиру – розвинувся в середині XX століття, досягши значної популярності в США, і став наріжним каменем італо-американської кухні. У 1920 році голлівудські зірки Дуглас Фербенкс і Мері Пікфорд відсвяткували свій медовий місяць у Європі, під час якого вони скуштували фетучіні Альфредо в ресторані «Alfredo alla Scrofa» на «Via della Scrofa» в Римі. Страва, дуже проста, але з неповторним і справжнім смаком, відразу підкорила їх. Повернувшись до Сполучених Штатів, вони розповіли всім про знаменитий феттучіні та скріпили пам'ять подарунком золотої виделки та ложки з присвятою «Альфредо, король феттучіне».
Феттучіне традиційно виготовляють у свіжому вигляді (в домашніх умовах або в комерційних цілях), але сушені феттучіне також можна купити в магазинах.

## Дивитись також
- Різновиди пасти